# Associazione Calcio Rapallo 1941-1942
Questa voce raccoglie le informazioni riguardanti l'Associazione Calcio Rapallo nelle competizioni ufficiali della stagione 1941-1942.

## Rosa
| N. |                   | Ruolo | Calciatore          |
| -- | ----------------- | ----- | ------------------- |
|    | Italia (bandiera) | C     | Pier Luigi Alvigini |
|    | Italia (bandiera) | D     | Francesco Ambiant   |
|    | Italia (bandiera) | C     | Walter Azzali       |
|    | Italia (bandiera) | A     | Manlio Boffardi     |
|    | Italia (bandiera) | A     | Carlo Crivelli      |
|    | Italia (bandiera) | C     | Wladimiro Gottfried |
|    | Italia (bandiera) | A     | Sergio Grasso       |
|    | Italia (bandiera) | C     | Rodolfo Landini     |

| N. |                   | Ruolo | Calciatore        |
| -- | ----------------- | ----- | ----------------- |
|    | Italia (bandiera) | C     | Emilio Merello    |
|    | Italia (bandiera) | D     | Ermanno Montanari |
|    | Italia (bandiera) | P     | Bernardo Moretti  |
|    | Italia (bandiera) | P     | Carlo Riposio     |
|    | Italia (bandiera) | A     | Salvatore Scotto  |
|    | Italia (bandiera) | D     | Edilio Solari     |
|    | Italia (bandiera) | C     | Giacomo Traverso  |